# Yumio Nasu
Yumio Nasu (那須 弓雄 Nasu Yumio,  27. juni 1892 – 26. oktober 1942) var en generalmajor og divisionschef i den kejserlige japanske hær under 2. Verdenskrig.

## Biografi
Født i Tochigi Prefekturet, fik Nasu sin officerseksamen i den 25. klasse på det japanske officersakademi i 1913 og i 35. klasse på stabshøjskolen i 1923. Han beklædte forskellige stabsposter indenfor den kejserlige japanske generalstab og blev tildelt Japans Taiwanhær i 1917. I 1935 gjorde han tjeneste i staben for Guandong-armeen og deltog i Operation Chahar. Nasu blev forfremmet til generalmajor i 1940, og blev chef for den 3. infanteribrigade.
Under felttoget på Guadalcanal gik Nasu i land på Guadalcanal med 2. infanteridivision i den første uge af oktober 1942 som reaktion på de allieredes landsætninger på øen. Nasu havde kommandoen over en af 3. divisions store infanterigrupper, som bestod af infanteribataljoner fra flere regimenter i Kampene ved Matanikau og slaget om Henderson Field i september-oktober 1942. Den 25. oktober blev Nasu dødeligt såret af riffelild, mens han anførte sine tropper mod amerikanske stillinger, og han døde tidligt den følgende dag.
Han blev posthumt forfremmet til generalløjtnant.